# Professional Billiards Association
Die Professional Billiards Association (PBA) ist ein kommerzieller, koreanischer Billardverband. Er agiert auf nationaler Ebene und ist weder dem koreanischen Billardverband „Korean Billiards Association“ (KBA), noch dem Weltverband Union Mondiale de Billard (UMB) angeschlossen.

## Geschichte
Eine erste öffentliche Vorstellung zur Bildung eines neuen Verbandes mit angeschlossener Liga fand am 6. September 2017 statt. Bis zur Ausarbeitung und endgültigen Gründung am 21. Februar 2019 vergingen eineinhalb Jahre. Vor dem eigentliche Tour-Start im Juli 2019 wurde am 13. April 2019 mit dem „PBA Super Match“ eine Kostprobe für das zukünftige Publikum gegeben. Am 17. April 2019 fing man mit den ersten Qualifikationsturnieren, der „PBA Open Challenge“ und dem „PBA Tryout“, an die ersten Ranglistenplätze auszuspielen. Am 7. Mai 2019 wurde Kim Young-soo feierlich als Präsident in sein Amt eingeführt. Die PBA hatte den Karambolage-Altmeister Raymond Ceulemans extra zur Eröffnung der ersten PBA-Tour 2019/20 als „Eröffnung-Botschafter“ einfliegen lassen. Am 5. Juli begann dann die PBA-Tour offiziell mit den ersten Spielen. Südkorea gehört zu den Ländern mit der größten Spieler- und Billardhallendichte der Welt, in Seoul gibt es Hallen mit 60 Tischen und einer monatelangen Warteliste. Es gilt als „billardbegeistert“, man spricht von circa 10 Millionen aktiven Spielern, davon 1,2 Millionen täglichen Spielern in circa 2.000 Billardhallen im Land. So war es nur logisch, dass die von der UMB ausgerichteten und vom angeschlossenen TV-Sender Kozoom gesendeten Turniere nicht ausreichen und wirtschaftlich orientierte Unternehmen die Lücke erkennen würden und eigene Pläne ausarbeiteten um die Nachfrage zu decken. Haupteigner sind die Sportagentur „Bravo & New“ und „Kimchi Billiards“.

## Ziele
Neben der Ausrichtung von hoch dotierten Turnieren soll auch eine eigene Liga gegründet werden. Hierzu sollten auch zunächst die besten der „Top 20“ gewonnen werden, später weitere Spieler aus den „Top 50“, insgesamt will die PBA 128 Spieler unter Vertrag haben. Da Kimchi gleichzeitig Sponsor vieler Spieler wie Frédéric Caudron, Eddy Leppens etc. ist, rechnete man sich große Chancen aus, diese für die PBA zu gewinnen. Für die Übertragung der Turniere und Ligaspiele wurde mit „Billiards TV“ ein eigener TV-Kanal gegründet. Die PBA peilte für eine kostendeckende Arbeit eine so hohe Turnierdichte an, dass diese niemals mit dem UMB-Veranstaltungskalender in Einklang zu bringen sein würde und so machte man die Planungen ohne die UMB. Dies führte zwangsläufig zu Spannungen zwischen beiden Parteien.
Als Lockmittel für neu zu gewinnende Spieler wurden hohe Preisgelder in Verbindung mit einer hohen Turnierdichte gestellt. Da alle Turniere in Korea stattfinden werden, entfallen für nicht-koreanische Spieler, vorausgesetzt si verlagern ihren Lebensmittelpunkt dorthin, die Flug- und Unterkunftskosten. Zur ersten Saison waren es nach Vertragsabschluss gerade einmal zwei Spieler, nämlich besagte Caudron und Leppens, aus den „Top 20“ die unterschrieben hatten.

- Preisgelder der ersten Saison:[4]
  - für die ersten drei Turniere: 180.000 US-$
  - für das vorletzte Turnier: 270.000 US-$
  - Für das letzte Turnier: 360.000 US-$
- Für die ersten fünf Jahre bis 2024 sind folgende Anzahl von Turnieren geplant:[4]
  - Saison 2019/20: 6–8 Turniere
  - Saison 2020/21: 8–12 Turniere
  - Saison 2021/22: 12–18 Turniere
  - Saison 2022/23: 18–24 Turniere
  - Saison 2023/24: 24–30 Turniere

## Konflikt zwischen UMB und PBA
Nach den ersten Verlautbarungen der PBA-Initiatoren 2017 suchte die UMB das Gespräch, um sich über das weitere Vorgehen und die Modalitäten zu verständigen. Die PBA war ihrerseits nicht bereit, sich auf die Modalitäten zum Beitritt, der Ausrichtung von Turnieren und den Fernsehübertragungen einzulassen. Die UMB war wiederum nicht bereit, ihre Spieler an einen Nicht-Mitgliedsverband „auszuleihen“ bzw. freizustellen. Ein ähnlicher Konflikt fand schon einmal in den 1980er-/1990er-Jahren mit der Billiards Worldcup Association (BWA), dem Initiator des Dreiband-Weltcup statt. Die Unruhen zwischen beiden Verbänden zogen sich über Wochen ergebnislos hin. Der Präsident der UMB Farouk el-Barki äußerte sich im Anschluss an die Siegerehrung beim Weltcup im türkischen Antalya wie folgt:

„Wir werden nicht zögern, Spieler für längere Zeit zu sperren, wenn sie an diesen nicht genehmigten Turnieren teilnehmen. Wir akzeptieren nicht, und ich betone, dass wir das niemals tun werden, dass Spieler in Turnieren spielen, die nicht von der UMB genehmigt wurden. Sie müssen wissen, dass wir enorme Strafen verhängen werden und nicht nur die Spieler sperren, sondern auch eine Rückkehr für Jahre verhindern werden. Während zwei private Unternehmen versuchen, unseren Sport und das, was wir in den letzten drei Jahren aufgebaut habe, zu zerstören, arbeitet die UMB weiter unermüdlich and er [sic] Entwicklung des Dreibandsports.“

Die CEB-Präsidentin Diane Wild zog mit den Worten gleich:

„Es ist klar, dass die CEB die UMB voll unterstützen wird. Eine UMB-Sanktion wird automatisch auf CEB- und nationaler Ebene angewendet. Genau wie auch das Gegenteil der Fall wäre, wird ein von seinem Verband gesperrter Spieler automatisch von der CEB und der UMB gesperrt.“

Der Gründer und CEO der Kozoom-Group, mit einer Niederlassung in Seoul, Xavier Carrer, kommentierte die Vorgehensweise der PBA wie folgt:

„Bravo & New versuchen zusammen mit Kimchi das zu zerstören, was die UMB und Kozoom in den letzten drei Jahren aufgebaut hat. Bravo & New hat eine sehr aggressive Strategie, um den Billardmarkt zu übernehmen. Sie sind nicht auf die UMB und die Entwicklung ihres Geschäfts außerhalb von Korea angewiesen. Ihr Geschäftsmodell basiert nicht nur auf dem Medienmarkt, sondern auch im Ausrüstungsgeschäft. In der Hauptsache geht es um den Verkauf von Queues und Billardtischen.“

Die beide Parteien nutzten mehrere UMB-Turniere, um dort weitere Verhandlungen zu führen, allesamt ergebnislos. Die UMB verkündete im Mai eine Sperrandrohung, die sie zum 15. Juli 2019, dem Saisonbeginn 2019/20, in die Tat umsetzte und eine einjährige Sperre für folgende Top-Spieler (Liste nicht komplett) aussprach:
- Nr. 002  Frédéric Caudron
- Nr. 020  Eddy Leppens
- Nr. 021  Javier Palazón
- Nr. 027  Filipos Kasidokostas
- Nr. 028  Birol Uymaz
- Nr. 030  Kang Dong-koong
- Nr. 032  Tonny Carlsen
- Nr. 038  Dương Anh Vũ
- Nr. 039  Robinson Morales
- Nr. 042  David Martinez
- Nr. 045  Oh Sung-uk
- Nr. 047  Seo Hyun-min
- Nr. 048  Pedro Piedrabuena
- Nr. 053  Juan David Zapata Garcia
- Nr. 062  Kostas Papakonstantinou
- Nr. 077  Adnan Yüksel
- Nr. 081  Glenn Hofman
- Nr. 115  Jean Paul de Bruijn

Die angegebenen Weltranglistenplätze sind mit dem Stand vom 15. Juli 2019.
Die UMB verhängt je PBA-Turnierteilnahme ein Jahr Sperre, längstens jedoch drei Jahre.